# Slobodan Mitrić

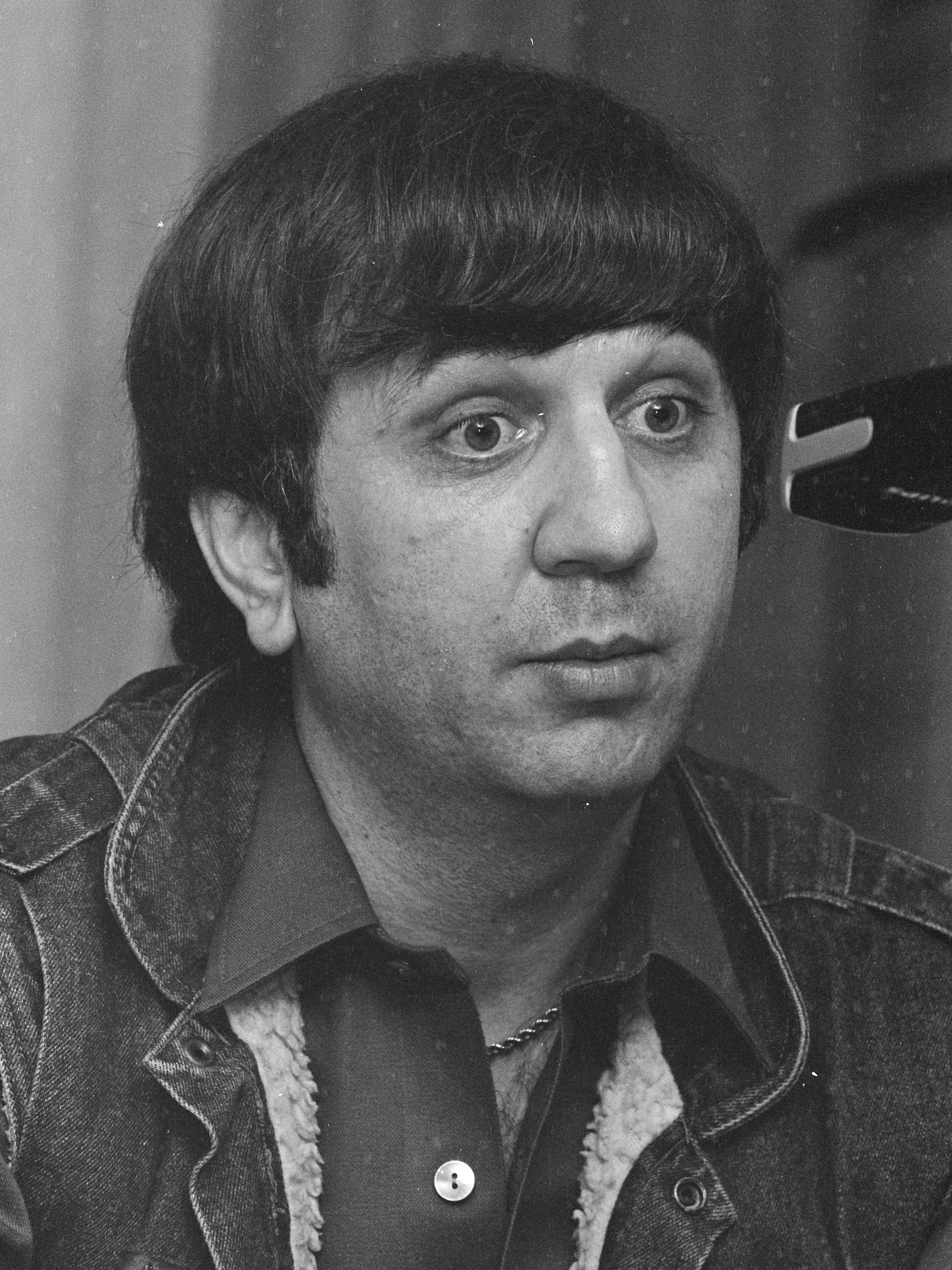
Slobodan Mitrić in 1985

Slobodan Radojev Mitrić (Servisch: Слободан Радојев Митрић) (Bačko Dobro Polje, 1 maart 1948 – Amsterdam, 25 november 2016) was een geheim agent van Joegoslavië, die vanaf 1973 in Nederland verbleef. Hij was hier bekend onder zijn bijnaam "Karate Bob".

## Levensloop

### Carrière
Mitrić specialiseerde zich in karate en werkte voor de geheime dienst van Joegoslavië. In 1973 kreeg hij opdracht voor een liquidatie in Brussel. Hij weigerde die uit te voeren en vluchtte naar Nederland.
Op 25 december 1973 schoot hij in Amsterdam op het Weteringcircuit drie leden van de geheime dienst van Rusland en Servië dood. Daarna schoot hij in een café in De Pijp een vrouw door het hoofd die het overleefde. De drie hadden de avond tevoren met een pistool-mitrailleur op Mitrić geschoten. Volgens Mitrić hadden ze vanuit Belgrado opdracht gekregen hem te liquideren. Hij kreeg voor drievoudige doodslag 13 jaar gevangenisstraf, die hij uitzat in Scheveningen. Via de Servische oppositieleider Dusan Sedlar solliciteerde hij bij de Central Intelligence Agency.
Mitrić kwam in 1986 vrij. Omdat het aannemelijk werd geacht dat hij in zijn land van herkomst ter dood zou worden veroordeeld, verbood de rechter zijn uitzetting. Mitrić verbleef sindsdien als ongewenst vreemdeling in Nederland, en schreef toneelstukken, waaronder Boj na Kosovu (de Slag bij Kosovo). Hij beweerde later dat hij tijdens zijn detentie door een groep rond Hans Teengs Gerritsen was ingezet in een heroïnezaak. Ook zou hij in 1992 hoofdcommandant zijn geworden van de 'Serbian Army' en staflid van het 'hoofdkwartier van oorlog van de vrije staat Servië'. Begin september 1992 doken in Nederland pamfletten op waarin het bevrijdingsleger opriep zich te wreken op de vijanden van Servië. De VVD-Kamerleden Jan-Kees Wiebenga en Hans Dijkstal stelden hierover vragen aan minister Ien Dales van Binnenlandse Zaken.

### Persoonlijk
Mitrić trouwde in maart 1992 te Amsterdam met kunstenares Iris de Vries (1942). De plechtigheid vond plaats op een maandagochtend, omdat dan door de gemeente Amsterdam geen kosten in rekening werden gebracht. Het paar woonde op een zolderkamer. Per 1 augustus 1992 werd de bijstandsuitkering van Mitrić door de gemeente Amsterdam gestaakt, aangezien hij "zonder instemming van het bevoegd gezag in Nederland verblijft en daarom op grond van de Vreemdelingenwet kan worden uitgezet". Het paar moest voortaan rondkomen van de eenpersoons bijstandsuitkering van De Vries. Mitrić kon zich als ongewenst vreemdeling ook niet tegen ziektekosten verzekeren en was aangewezen op gratis medische hulp. Zijn echtgenote schreef over hun erbarmelijke omstandigheden talloze brieven aan ministers, Kamerleden, advocaten, hoogleraren en aan de redactie van het dagblad Trouw, maar hulp bleef uit.
De Vries overleed op 10 januari 2006 op 64-jarige leeftijd en werd op 17 januari gecremeerd. Haar bijstandsuitkering werd beëindigd. Omdat Mitrić als ongewenst vreemdeling niet mocht werken en ook geen recht had op een bijstandsuitkering, begon hij een procedure om zijn status van ongewenste vreemdeling opgeheven te krijgen. Half april 2006 werd bekend dat Mitrić was aangezegd Nederland voor 26 april te verlaten. Zijn advocaat mr. H. Sarolea was het hier niet mee eens, en meende dat het vonnis uit 1986 nog steeds gold en dat Mitrić nog steeds gevaar liep. Ook vond hij dat de minister het recht op uitzetting had verspeeld omdat Mitrić al 33 jaar in Nederland werd gedoogd. Sarolea spande een kort geding aan.
In 2010 verklaarde Mitrić: “Het is niet waar dat ik ooit liquidatieagent was, maar dat ik als patriot gewerkt heb om terroristen en criminelen zonder grenzen te bestrijden...”. Door zich te presenteren als een moordenaar, slaagde hij er naar eigen zeggen in vrijwel alle misdaden die werden begaan tegen politieke emigranten uit Joegoslavië te openbaren.
In januari 2012 besloot minister Gerd Leers middels een ambtsbericht dat Mitrić terug kon keren naar Servië. Inmiddels was hij ziek en had geen recht op een ziektekosten-verzekering en onderdak. In 2014 mocht hij toch blijven omdat hij te ziek was. In november 2016 kwam er een melding binnen bij de politie dat Karate Bob met ernstige ademhalingsproblemen in het portiek lag van het gebouw waar hij woonde. Vlak na aankomst in het Onze Lieve Vrouwe Gasthuis overleed hij op 68-jarige leeftijd.

## Boeken
Mitrić publiceerde diverse boeken in het Nederlands; sommige werden enkele malen herdrukt. In Tito's moordmachine blikt hij terug op zijn leven tot hij in 1973 de Joegoslavische geheime dienst verliet. Zijn boek over karate is vooral een beschrijving van concentratieoefeningen en meditatietechnieken, gericht op het bereiken van innerlijke kracht. In Nederland's maffia probeerde Mitrić schandalen van de Nederlandse maffia bloot te leggen.